# Donja Stupnica
Donja Stupnica is een plaats in de gemeente Dvor in de Kroatische provincie Sisak-Moslavina. De plaats telt 60 inwoners (2001).